# Scotty Fox
Scotty Fox est un réalisateur de films pornographiques américain.

## Récompense
- AVN Award de 1992 – Meilleur réalisateur – The Cockateer[2]